# Fédération anarchiste japonaise
Pour les articles homonymes, voir Fédération anarchiste.
L'expression Fédération anarchiste japonaise  peut désigner :
- la Fédération anarchiste japonaise (日本アナキスト連盟, Nihon Anakisuto Renmei) fondée le 12 mai 1946[1] et auto-dissoute en 1968 ;

- la Fédération anarchiste japonaise fondée en octobre 1988 qui publie le journal Jiyû Ishi.

## Éléments historiques

### Première époque
Parmi les fondateurs en 1946, on trouve l'anarchiste et écrivain Sanshirō Ishikawa. Le secrétaire du comité national est Iwasa Sakutarō
La nouvelle fédération met en avant l'anti-autoritarisme et l'« abolition du pouvoir ».
À partir de juin 1946, elle publie le journal Heimin Shimbun (« La plèbe ») en écho au quotidien Heimin Shimbun de l'Ère Meiji (1903-1905),.
Le Fédération anarchiste japonaise est composée de deux tendances principales, les communistes libertaires  et les anarcho-syndicalistes. À la suite de divergences internes, en octobre 1950, elle se divise en deux groupes, le Club Anarchiste du Japon (Nihon Anakisuto Kurabu) et la Fédération Anarchiste japonaise refondée en 1951.
La nouvelle FAJ syndicaliste publie, à partir de 1956, Kuro Hata (Drapeau noir).
Dans les années 1960, une nouvelle organisation s'inspirant de l'expérience de la FAJ, le Zenkyoto, est formée par des étudiants sans organisations et des membres du Conseil pour le socialisme et la liberté.
La Fédération anarchiste japonaise se dissout officiellement en 1968. L'annonce officielle en est faite le 1er janvier 1969.

### Seconde époque
Une nouvelle Fédération anarchiste est créée en octobre 1988 et qui publie le journal Jiyû Ishi.
Bien que cette nouvelle fédération dispose d'un réseau de contacts au niveau national, l'ampleur de son influence est bien moindre que son homonyme des années 1940, sans parler des fédérations d'avant-guerre, telles que la Ligue noire de la jeunesse (Kokushoku Seinen Renmei) dans les années 1930 ou la Fédération libertaire des syndicats japonais (Zenjiren dans les années 1920.

## Publication
- Nihon Anakisuto Renmei sur worldcat.